# Mamude de Gásni
Iamim Adaulá Abde Alcacim Mamude ibne Sabuqueteguim (em persa: یمین‌الدوله ابوالقاسم محمود بن سبکتگین‎‎; romaniz.: Yāmīn ad-Dawlah Abd al-Qāṣim Maḥmūd Ibn Sebük Tegīn; Gásni, 2 de novembro de 971 — Gásni 30 de abril de 1030), melhor conhecido somente como Mamude de Gásni (em turco: Gazneli Mahmut); em persa: محمود غزنوی; romaniz.: Maḥmūd-e Ghaznawī), foi líder do Império Gasnévida desde 997 ou 998 até à sua morte. Mamude tornou a antiga capital da província de Gásni na mais rica cidade e capital de um extenso império, que incluiu o território pertencente ao actual Afeganistão, uma parte do actual Irão, bem como algumas regiões do noroeste do subcontinente Indiano, como o atual Paquistão. Foi igualmente o primeiro governador com o título de sultão, que significou a sua quebra com a suserania do califa abássida.
Durante o seu reinado, invadiu, saqueou e destruiu os templos e as cidades mais ricas nas regiões da Índia atual dezassete vezes, fazendo milhares de escravos, e usou os saques para construir a sua capital em Gásni.

## Primeiros anos
Mamude era o filho mais velho do comandante turco Sabuqueteguim de Gásni, que tinha sido um dos escravos guardas pessoais do comandante-chefe Alpetequim, sob os Samânidas, até se tornar o emir de um principado centrado em Gásni.[carece de fontes?] Sua mãe era oriunda da nobreza iraniana local do Zabulistão , o distrito em redor de Gásni, no que é atualmente o Afeganistão oriental. Pouco se sabe desses seus primeiros anos.

## Vida familiar

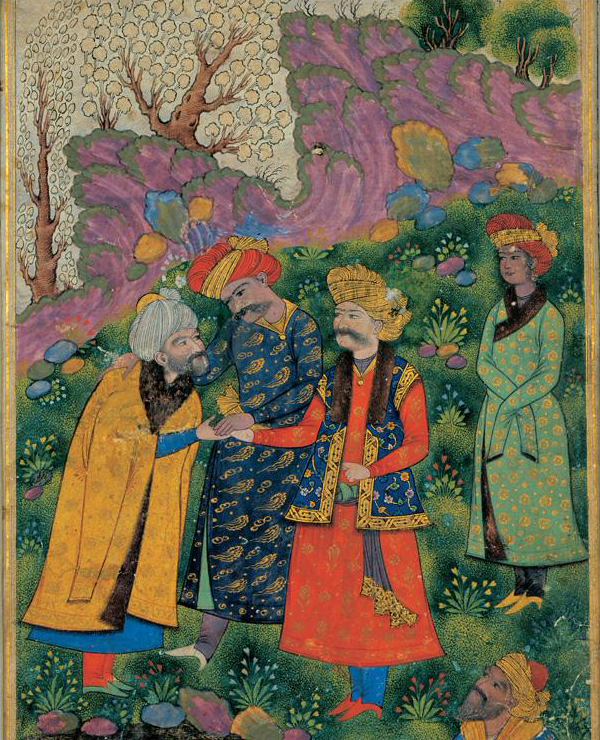
Mamude e Aiaz. O sultão (de túnica vermelha) está à direita, apertando a mão do xeque, com Aiaz (de túnica verde) de pé atrás dele. (gravura do século XVII)

Mamude casou com a filha de Abu Alharite Amade e tiveram dois filhos, Maomé e Maçude, que lhe sucederam um após o outro; o seu neto de Maçude, Maudade, também se tornou mais tarde governante do império. A sua irmã, Sitre e Muala, era casada com Daúde ibne Ataulá Alavi, também conhecido por Gazi Salar Sau, cujo filho era Gázi Saíde Salar Maçude.
O companheiro ( lakhtay ) de Mamude era um escravo branco, o georgiano Maleque Aiaz, sobre o qual existem várias histórias e poemas.

## Início de carreira
Em 994, Mamude juntou-se ao seu pai Sabuqueteguim na tomada de Coração ao rebelde Faique, em auxílio do emir samânida, Nu II. Durante este período, o Império Samânida tornou-se muito instável, com marés políticas internas inconstantes, à medida que várias facções disputavam o controlo, sendo as principais Abu Alcácime Sinjuri, Faique Cassa, o general Bequetuzim, bem como os vizinhos Império Buída e o Canato Caracânida.

## Reinado
Sabuqueteguim morreu em 997 e foi sucedido pelo seu filho Ismail de Gásni como governante da dinastia gasnévida. A razão que levou Sabuqueteguim a nomear Ismail como herdeiro, em vez de Mamude, mais experiente e mais velho, é incerta. É possível que se deva ao facto de a mãe de Ismail ser filha do antigo mestre de Sabuqueteguim, Alpetequim de Gásni. Mamude revoltou-se pouco depois e, com a ajuda do seu outro irmão, Abu Almuzafar, governador de Lashkar Gah (ou Boste), derrotou Ismail no ano seguinte, na batalha de Gásni, e ganhou o controlo do Império Gasnévida. Nesse mesmo ano, em 998, Mamude deslocou-se a Balque e prestou homenagem ao emir Au Alharite Almançor II, tendo nomeado Alboácem Isfaraini seu vizir  e partiu de Gásni para oeste, para tomar a região de Candaar, seguindo-se Lashkar Gah, que transformou numa cidade militarizada.
Mamude iniciou a primeira das suas numerosas invasões do Norte da Índia. Em 28 de novembro de 1001, o seu exército combateu e derrotou o exército do Raja Jaiapala dos Xais de Cabul na Batalha de Pexauar. Cerca de cem mil homens e mulheres forem feitos escravos e Jaiapala acabaria por se suicidar numa pira funerária. Em 1002, Mamude invadiu o Sistão e destronou Calafe ibne Amade, pondo fim ao Império Safárida. A partir daí, decidiu concentrar-se no sudeste do Hindustão, particularmente nas terras altamente férteis da região do Punjabe. 
A primeira campanha de Mamude a sul foi contra um estado ismaelita estabelecido pela primeira vez em Multã, em 965, por um da'i do Califado Fatímida, numa tentativa de obter favores políticos e reconhecimento do Califado Abássida; também se envolveu com os fatímidas noutros locais. Nesta altura, Jaiapala tentou vingar-se de uma anterior derrota militar às mãos do pai de Mamude, que tinha controlado Gásni no final da década de 980 e que tinha custado a Jaiapala um vasto território. O seu filho Anandapala sucedeu-lhe e continuou a luta para vingar o suicídio do pai. Reuniu uma poderosa confederação que foi derrotada quando o seu elefante se afastou da batalha num momento crucial, virando a maré a favor de Mamude mais uma vez em Laore, em 1008, e levando Mamude a controlar os domínios Xai em Udebandepura.

### Campanhas no subcontinente indiano
Após a derrota da Confederação Indiana, e depois de ter decidido retaliar a sua resistência combinada, Mamude lançou-se então em expedições regulares contra eles, deixando os reinos conquistados nas mãos de vassalos hindus e anexando apenas a região do Punjabe. Também prometeu invadir e saquear a rica região do noroeste da Índia todos os anos: Mamude era um muçulmano convicto, e se as suas campanhas contra os infiéis lhe trouxeram grandes riquezas e milhares de escravos, isso era, aos seus olhos, uma adequada recompensa da sua devoção.
Em 1001, Mamude invadiu pela primeira vez o atual Paquistão e depois partes da Índia. Mamude derrotou, capturou e mais tarde libertou o governante hindu Jaiapala, que tinha mudado a sua capital para Pexauar (no atual Paquistão). Jaiapala suicidou-se e foi sucedido pelo seu filho Anandapala. Em 1005, Mamude invadiu Batia (provavelmente Bera) e em 1006 invadiu Multã, altura em que o exército de Anandapala o atacou. No ano seguinte, Mamude atacou e esmagou Sucapala, governante de Batinda (que se tinha tornado governante ao rebelar-se contra o reino Xai). Em 1008-1009, Mamude derrotou os Hindu Xais na Batalha de Chache. Em 1013, durante a oitava expedição de Mamude ao Afeganistão Oriental e ao Paquistão, o Reino Xai (que estava então sob o domínio de Trilochanapala, filho de Anandapala) foi derrubado.
Em 1014, Mamude liderou expedição a Tanesar. No ano seguinte, atacou Caxemira sem sucesso. O governante de Caxemira, Sangramarajá, tinha sido aliado dos Hindus xais contra os gasnévidas e Mamude queria vingança. Antagonizado pelo facto de Sangramarajá ter ajudado Trilochanapala, Mamude invadiu Caxemira. Avançou ao longo do vale do rio Tohi, planeando entrar em Caxemira através da passagem de Tosamaidã. No entanto, seu avanço foi impedido pelo forte de Loarcote. Depois de ter sitiado o forte durante um mês, Mamude abandonou o cerco e retirou-se, perdendo-se no caminho, com muitas baixas das suas tropas, quase perdendo também sua própria vida. Em 1021, Mamude tentou novamente invadir Caxemira, mas não conseguiu avançar para além do forte de Loarcote. Após as duas tentativas de invasão falhadas, não voltou a tentar invadir a região.
Em 1018, Mamude atacou Matura e derrotou uma coligação de governantes, matando também um governante, Chandrapala. A cidade de Matura foi "impiedosamente saqueada, devastada, profanada e destruída". Quando foi atacada por Mamude, "todos os ídolos" foram queimados e destruídos durante um período de vinte dias, ouro e prata foram fundidos para saque, e a cidade foi incendiada. Após a sua décima segunda incursão na Índia em 1018/1019, Mamude regressou com um número tão grande de escravos que o seu preço se tornou irrisório, o que fez com que, conta o historiador Abu-Nasr al-Utbí, muitos comerciantes viessem de cidades distantes para os comprar, "claros e escuros, ricos e pobres, misturados numa comum escravatura".
Em 1021, Mamude apoiou o rei de Kannauj contra o rei  Ganda da Dinastia Chandela, que foi derrotado. Nesse mesmo ano, Trilochanapala foi morto em Rahib e o seu filho Bhimapala sucedeu-lhe. Lahore ( atual Paquistão) foi anexada por Mamude. Em seguida sitiou Gwalior, em 1023, onde lhe foi prestado tributo. Atacou Somnath (ou Prabhas Patan) em 1025, e o seu governante Bhima I  fugiu. No ano seguinte, capturou Somnath e marchou para Kachch (ou Kutch) contra Bhima I. Nesse mesmo ano, atacou também os Jats de Jud e derrotou-os. 
A profanação do templo de Somnath, em Gujarat, por Mamude, em 1024 d.C., motivou o rei de Rajput,  Bhoja,  a liderar um exército contra ele. No entanto, após o ataque a Somnath, Mamude escolheu uma rota mais perigosa, via Sindh, para evitar enfrentar os poderosos exércitos invasores de Bhoja.
Christoph Baumer refere que, em 1026 d.C., os Jats "infligiram pesadas perdas" ao exército de Mamude quando este se dirigia de Somnath para Multan. Mais tarde, em 1027 d.C., Mamude vingou-se do ataque dos Jats, que tinham estado a resistir à islamização forçada durante os últimos 300 anos, devastando a sua frota no rio Indo. Apesar de os Jats terem uma frota maior do que a de Mamude, diz-se que este tinha cerca de 20 arqueiros em cada um dos seus 1400 barcos, munidos de projécteis especiais carregados de nafta, que utilizou para queimar a frota adversária.
Os reinos indianos de Nagarkot, Thanesar, Kannauj e Gwalior foram todos conquistados e deixados nas mãos de reis hindus, jainistas e budistas como estados vassalos e Mamude foi suficientemente pragmático para não negligenciar a realização de alianças e o recrutamento de povos locais para os seus exércitos em todos os escalões. Uma vez que Mamude nunca manteve uma presença permanente no noroeste do subcontinente, empenhou-se numa política de destruição de templos e monumentos hindus para esmagar qualquer tentativa dos hindus de atacar o Império; Nagarkot, Thanesar, Matura, Kannauj, Kalinjar (1023)  e Somnath submeteram-se ou foram saqueadas.
O sultão Mamude morreu em 30 de abril de 1030. Seu  mausoléu  está localizado em Gásni, no Afeganistão. O polímata Albiruni narra assim as suas façanhas militares: "Este príncipe escolheu a guerra santa como sua vocação (...)  Mamude invadiu a  Índia durante um período de trinta anos ou mais. Deus seja misericordioso com pai e filho! Mamude arruinou completamente a prosperidade do país e realizou ali proezas maravilhosas, pelas quais os hindus se tornaram como átomos de poeira espalhados em todas as direcções e como uma lenda antiga na boca do povo." 